# Nacho Fresneda
Nacho Fresneda (València, 19 de juny del 1971) és un actor valencià. Conegut principalment per la interpretació del personatge Huari a la sèrie El cor de la ciutat, de Manuel Aimé a Hospital Central i d'Alonso de Entrerríos a El Ministerio del Tiempo. Ha treballat al cinema i al teatre, així com en altres projectes televisius, especialment a Televisió de Catalunya.

## Filmografia
Cinema
- Tranvía a la Malvarrosa (1997), de José Luis García Sánchez
- Tre mogli (2001), de Marco Risi
- No pienso volver (2001), curtmetratge d'Alicia Puig
- La gran mentira del rock'n'roll (2002), de Tono Errando
- La tarara del chapao (2003), d'Enrique Navarro
- Febrer (2004), de Sílvia Quer
- Iris (2004), de Rosa Vergés
- Los Planetas (2006), curtmetratge de José Carlos Ruiz
- Atles de geografia humana (Atlas de geografía humana) (2007), d'Azucena Rodríguez
- Salvador (Història d'un miracle quotidià) (2007), curtmetratge d'Abdelatif Hwidar
- El reino (2018)

Doblatge
- Rollerball (2002), com a Sanjay (Naveen Andrews)
- Llàgrimes del sol (2003), com a Terwase (Peter Mensah)
- Crash (2004), com a Farhad (Shaun Toub)
- Ressaca a Las Vegas (2009), com a Stu Price (Ed Helms)
- The International (2009), com a General Charles Motomba (Lucian Msamati)
- Terminator Salvation (2009), com a Marcus Wright (Sam Worthington)

Televisió
- A flor de pell (1996)[1]
- Ambiciones (1998)
- El cor de la ciutat (2000-2008)
- Mirall trencat (2002)
- Hospital Central (2002-2008)
- Otra ciudad (2003), telefilm de César Martínez Herrada
- El darrer senyor dels Balcans (2005)
- Viure sense por (2005), telefilm de Carles Pérez Ferré
- Projecte Cassandra (2005), telefilm de Xavier Manich
- Infidels (2009)
- Amar en tiempos revueltos (2009-2010)
- Gran Nord (2012-2013)
- El ministerio del tiempo[2] (des del 2015)
- Fúria (minisèrie de televisió) (2021)

## Teatre
- Variacions enigmàtiques, dirigida per Christophe Lidón
- Ángel, dirigida per Jaume Pujol
- Macbeth, dirigida per Calixto Bieito
- Por, menjar-se ànima, dirigida per Carme Portacelli
- L'hort dels cirers, dirigida per Lluís Pasqual i Sánchez
- Cándido, dirigida per Carles Alfaro
- No hay burlas con el amor, dirigida per Dennise Rafter
- Titanic. Pavana espectacles
- Bodas de sangre. Fundació Shakespeare de València
- El burgés gentilhome. Teatre Micalet